# Evangelische Nachrichtenagentur idea
Die Evangelische Nachrichtenagentur IDEA e. V. mit Sitz in Wetzlar ist eine Nachrichtenagentur. Sie informiert die Medien „vorwiegend über die Evangelikale Bewegung und die evangelikale Einschätzung kirchlicher und säkularer Vorgänge“ und dient ebenso „der Kommunikation innerhalb des evangelikalen Bereichs“.

## Geschichte und Zielsetzungen

### Von den Anfängen bis zur Etablierung
IDEA wurde 1970 als Informationsdienst der Evangelischen Allianz gegründet. Anlass der Gründung war eine Unzufriedenheit in pietistisch geprägten Teilen des deutschen Protestantismus mit dem Evangelischen Pressedienst (epd), dem damaligen Hauptpublikationsorgan der Evangelischen Kirche in Deutschland. Man empfand die eigenen Anliegen dort unterrepräsentiert und teilweise polemisch verzerrt und meinte eine gewisse politische Einseitigkeit feststellen zu können. Nach einigen erfolglosen Versuchen der Intervention entstand der Gedanke, dass der Evangelikalismus einen eigenen Pressedienst brauche, um sich in der Öffentlichkeit Gehör zu verschaffen.
Auf Initiative der Deutschen Evangelischen Allianz trafen sich am 25. Mai 1970 neun Vertreter dreier Organisationen, um den Gründungsausschuss zu bilden. Dieser führte am 17. Februar 1972 zum eingetragenen Verein idea (Informationsdienst der Evangelischen Allianz) e. V. Vertreten waren dabei die Deutsche Evangelische Allianz, der Wetzlarer Evangeliums-Rundfunk und die Arbeitsgemeinschaft Evangelikaler Missionen. Horst Marquardt, der für den Evangeliums-Rundfunk dabei war, wurde der erste Vorsitzende des Vereins. IDEA veröffentlicht seit dieser Zeit einen regelmäßigen Nachrichtendienst, den IDEA Pressedienst, der täglich erscheint.
Die anfangs noch journalistisch amateurhaft gestalteten Meldungen richteten sich zunächst an evangelikale Gruppierungen und Führungspersönlichkeiten; sie dienten der innerevangelikalen Kommunikation. Der Verein benötigte etliche Jahre, um eine anfängliche Skepsis in manchen evangelikalen Gruppierungen zu überwinden und „als gemeinsame Stimme akzeptiert zu werden“. Danach bildete sich die Führungsebene landeskirchlicher Amtsträger als weitere Zielgruppe heraus, um Bedeutung und Präsenz evangelikaler Gruppierungen in der Kirche zu vermitteln. Erst später wurde die allgemeine Presse zum Adressaten. Dies hing mit der Anstellung des damals 27-jährigen Pfarrers Helmut Matthies als Chefredakteur im Jahr 1977 zusammen.
Manchen Personen galt die Einstellung dieses „konservativen Theologen“ als „Politikum“, vor dem „aus epd-Kreisen“ gewarnt wurde. Denn sie bedeutete einen Wandel von der Beschränkung auf evangelikale Spezialanliegen hin zu einem „weiter gefaßten publizistischen Selbstverständnis, dem zufolge der Auftrag einer biblisch-christlichen Bewußtseinsbildung unbeschränkt nach allen Seiten, auch in seinen gesellschaftspolitischen Konsequenzen, wahrzunehmen war“. So forcierte Matthies die Hinwendung zur säkularen Presse als Adressat der Arbeit von IDEA. Die Pressemeldungen erhielten einen journalistischen Stil und wurden per Fernschreiber übermittelt. Der damit gewachsenen Diskrepanz zum ursprünglichen Auftrag der innerevangelikalen (und kirchlichen) Kommunikation begegnete IDEA mit der Aufteilung der Publikationen in den bisherigen „Informationsdienst“ und der neuen Wochenzeitschrift IDEA (früher: ideaSpektrum) ab 1979, die den Basisdienst für die Hand von Pfarrern und Gemeindegliedern populär aufbereitet und mit umfangreichen Kommentaren versieht. Diese Aufteilung brachte den Durchbruch für den Verein.

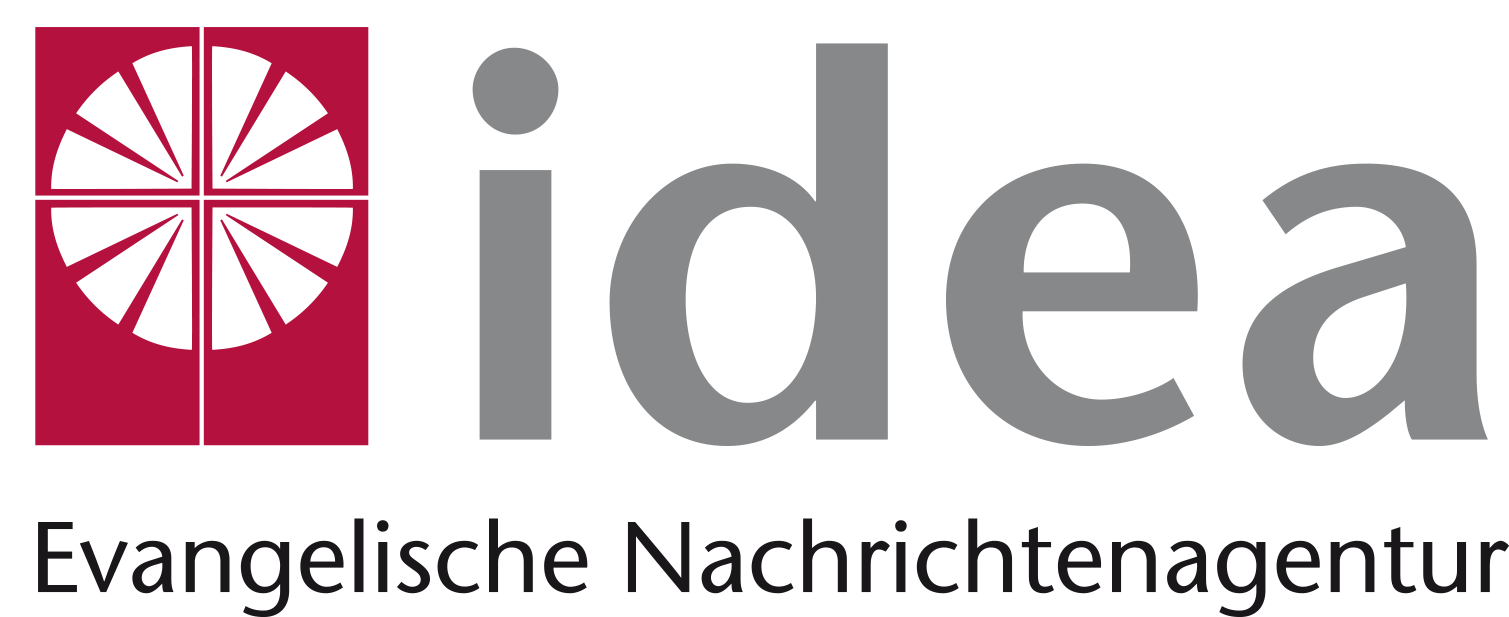
Früheres Logo der Evangelischen Nachrichtenagentur IDEA

Von 1978 bis 2017 war Helmut Matthies Leiter der Agentur. Am 1. Februar 2018 übernahm er die ehrenamtliche Aufgabe des Vorsitzenden. Zeitgleich übernahm Matthias Pankau die Leitung, die er Ende 2022 niederlegte. Die kommissarische Leitung hatte danach die vorherige Redaktionsleiterin Daniela Städter inne. Seit 16. Juni 2023 leitet sie zusammen mit Dennis Pfeifer das Unternehmen. Redaktionsleiter ist David Wengenroth.

### Standort innerhalb der evangelischen Publizistik
Spannungsvoll gestaltete sich von Beginn an das Verhältnis zum Evangelischen Pressedienst (epd) hinsichtlich der Frage, wie man in der evangelischen Kirche mit der Existenz zweier Nachrichtendienste umzugehen habe. Faktisch kam dem epd zuvor das Gesamtmandat in der tagesaktuellen Berichterstattung in der EKD zu. Daher fürchtete man anfangs durch IDEA Konkurrenz. Dies legte sich zunächst, teils aufgrund der Beteuerung des Vereinsvorsitzenden Horst Marquardt, man verstehe sich als Ergänzung, teils aufgrund des anfänglichen Nischendaseins des von nebenamtlichen Kräften am Leben gehaltenen Informationsdienstes. Als jedoch einige evangelikale Gruppierungen die Zusammenarbeit mit dem epd zugunsten von IDEA aufgaben und bei der EKD ein Zuschuss für IDEA beantragt wurde, die sich in der Zwischenzeit in manchen Kirchenleitungen Anerkennung erarbeitet hatte, musste das Verhältnis zur EKD definiert werden. Der „Publizistische Gesamtplan“ der EKD von 1979 hielt fest, „das Gesamtmandat für die aktuelle Nachrichtengebung (liege) beim Evangelischen Pressedienst“. Da sich der deutsche Protestantismus aus „publizistischen, kirchenpolitischen und finanziellen Gründen (…) nur eine Nachrichtenagentur leisten“ könne, solle der epd in die Lage versetzt werden, das ihm zugewiesene Gesamtmandat voll wahrzunehmen.
Diese Bestimmung, die insbesondere die zwischenzeitlich höhere Auflage von IDEA gegenüber dem epd ignorierte, führte zu Kooperationsverhandlungen zwischen EKD und der Evangelischen Allianz bzw. IDEA und dem epd. Diese scheiterten, da weder der epd eine Teilung des Gesamtmandats noch IDEA eine Reduktion auf ein reines Richtungsorgan hinzunehmen bereit war. In diesem Zuge formulierte der IDEA-Vorstand die Zielsetzung, dass auch IDEA „eine gesamtkirchliche Funktion […] erfüllen“ wolle. Statt einer Anbindung des einen an den anderen Dienst bildete sich die Form eines „selbständigen Miteinanders“ heraus, wahrnehmbar in deren Eigenständigkeit sowie der gelegentlichen gegenseitigen Übernahme von Nachrichten.
Die Faktizität zweier evangelischer Nachrichtendienste, die den „publizistischen Gesamtplan“ bereits vor seiner Erstellung überholt hatte, bewog die EKD schließlich zur Bewilligung eines im Umfang hinter den übrigen evangelischen Medien deutlich zurückbleibenden Zuschusses und damit zu einer „erweiterte(n) Anerkennung durch die Amtskirche“. Dieser Zuschuss wurde von der EKD seit 2016 infrage gestellt, unter anderem aufgrund der islamkritischen Berichterstattung von IDEA. Die EKD-Synode in Bonn beschloss 2017, die finanzielle Unterstützung für IDEA ab 2018 zu reduzieren und 2020 zugunsten eines evangelikalen Medienfonds ganz einzustellen. Seit 2020 fließt die ursprüngliche Unterstützung von IDEA in den „EKD-Innovationsfonds zur Unterstützung evangelikaler Medienprojekte“, der nun beispielsweise den SCM Bundes-Verlag unterstützt.
2007 wurde IDEA mit dem Walter-Künneth-Preis für zeitgeistkritische Pressearbeit ausgezeichnet.

### Zielsetzungen
Den drei Schritten seiner Entwicklung folgend liegen die Ziele von IDEA darin, innerevangelikales Kommunikationsinstrument (auch in weltweiter Hinsicht) zu sein, das für evangelikale Organisationen Öffentlichkeit herstellt. Des Weiteren möchte man innerkirchliche Vorgänge spiegeln und entsprechende Lücken in der öffentlichen Berichterstattung füllen. Drittens versteht man sich als „‚Speerspitze‘ (…), das heißt Strömungen werden zusammengefasst, systematisiert und veröffentlicht. Man erfüllt somit eine ideologische Funktion“. Ein Gesamtmandat nach Vorbild des epd nimmt IDEA dabei nicht in Anspruch: Man will nicht über alles berichten, was geschieht, sondern versteht sich als „thematisch orientierte Spezialagentur“.
„Die Bindung an die Evangelische Allianz und ihr geistliches Fundament“ bilden nach wie vor „das Hauptsignum für die Arbeit von IDEA“. IDEA wirkt „nicht wertneutral, sondern bei aller Betonung der journalistischen Unabhängigkeit in der Grundbindung an das biblische Zeugnis und das Glaubensverständnis der Evangelischen Allianz“. Diese Voraussetzung wurde von Anfang an deutlich gemacht: Die theologische Grundlage bestimmt Nachrichtenauswahl und Kommentare. Dies kommt beispielsweise im Rekurs auf die Bibel als „Kriterium bei der Beurteilung von Geschehnissen in Theologie, Kirche und Gesellschaft“ zum Ausdruck. „Es wird gefragt, welche Meldung es wert sei, für die ‚Entwicklung des Reiches Gottes‘ veröffentlicht zu werden“. Im Vergleich zum epd steht „stärker der Missionsgedanke im Vordergrund“. Man fühlt sich insofern „verpflichtet“, „alle vorhandenen Massenmedien zur Verkündigung zu nutzen und von ‚den großen Taten Gottes‘ zu berichten“. Damit will man sowohl „Glaubenshilfe“ leisten als auch bestimmte Entwicklungen vorantreiben. Angesichts einer Gesellschaft, die sich im Prozess des Verfalls befinde, möchte IDEA geistige und geistliche Orientierung vermitteln. Diese nimmt ethisch und politisch eine insgesamt stark konservative Ausprägung an. Gesellschaftliche Veränderungen sieht man nur über die Veränderung Einzelner als möglich an.

### Verhältnis zur Deutschen Evangelischen Allianz
Das Verhältnis zur Deutschen Evangelischen Allianz wurde, der Geschichte und der Namensgebung zum Trotz, niemals verbindlich definiert. „IDEA ist ein eingetragener Verein, der mit der Allianz rein juristisch überhaupt nichts zu tun hat“ (Helmut Matthies). Die Verknüpfung besteht ideell, teilweise auch durch personelle Verflechtungen, aber nicht rechtlich. So war Hartmut Steeb, der frühere Generalsekretär der Evangelischen Allianz, beispielsweise ex officio im Vorstand von IDEA. Volker Dettmar konstatierte 1994, dass die Allianz weder bindend für die Ausrichtung des Dienstes sei noch sich IDEA als „PR-Organ der DEA“ verstehe. Der baptistische Konfessionskundler Erich Geldbach erklärt andererseits die Verwendung des Kürzels „IDEA“ statt dessen Ausschreibung damit, dass die DEA „sich nicht mehr voll mit den (durch IDEA) transportierten Inhalten identifizieren möchte“. Der Evolutionsbiologe Ulrich Kutschera dagegen nennt 2007 IDEA ein „bestens organisiertes Informations- und Propagandainstrument“ der „Evangelischen Allianz“.

## Journalistische Medien und Mitgliedschaften
IDEA publiziert Meldungen aus den Bereichen Evangelische Kirchen in Deutschland, Freikirchen, evangelikale Bewegung weltweit, Theologie, Mission und Bioethik. Zum Angebot gehört ein Internetauftritt mit Newsticker, ein täglicher Online-Pressedienst mit tagesaktuellen Meldungen, rund zehn Dokumentationen pro Jahr, zudem ein Bilderdienst und ein Nachrichtenarchiv. Als Agentur beliefert IDEA säkulare und christliche Medien (Presse, Funk, Fernsehen), wöchentlich publiziert sie das Nachrichtenmagazin IDEA (früher: ideaSpektrum). Seit Ende 2005 strahlt IDEA ein Nachrichtenmagazin aus, das derzeit auf dem Sender Bibel TV und dem Regionalsender bw.family zu sehen ist. Die Sendung wird derzeit werktäglich aktuell bei Bibel TV produziert.

## Organisation
IDEA wird von einem mehr als 70-köpfigen Verein getragen. Die Evangelische Allianz entsendet als Gründungsmitglied von IDEA ihren Vorsitzenden als ex-officio-Mitglied des IDEA-Vorstands. Der Vorstand besteht seit 2023 aus neun Mitgliedern. Seit 2018 ist Helmut Matthies Vorsitzender des 73-köpfigen Trägervereins.
Der Verein verantwortet die Produkte:
- IDEA Pressedienst
- IDEA (früher: ideaSpektrum), eine wöchentliche Zeitschrift mit der Schweizer Ausgabe IDEA Schweiz
- IDEA SPEZIAL (Sonderveröffentlichungen zu speziellen Themen wie Senioren, Reisen oder Lesen)
- IDEA Dokumentationen mit etwa zwölf Neuerscheinungen pro Jahr
- ein wöchentlich erscheinendes Nachrichtenmagazin im Fernsehen

### IDEA Pressedienst
Der IDEA Pressedienst erscheint täglich als Onlineausgabe und wird von zahlreichen christlichen Medien benutzt, beispielsweise von den Websites der EKD, der katholischen Kirche Schweiz, humanist.de, ebenso wie von vielen konfessionellen und überkonfessionellen christlichen Zeitschriften im deutschen Sprachraum.

### IDEA Wochenmagazin
IDEA – Das christliche Spektrum (bis 2020: ideaSpektrum) ist eine der „wichtigsten meinungsbildenden Zeitschriften im deutschen Evangelikalismus“. Die deutsche Ausgabe von IDEA hat eine Druckauflage von 34.000, die Schweizer Ausgabe mit separatem Kopfblatt eine Auflage von rund 4.000, und erscheint seit 1979 wöchentlich. Nach einer Leserkreisanalyse von 2007 wird jedes Exemplar von durchschnittlich etwas mehr als drei Personen gelesen, IDEA hat also etwa 100.000 Leser. Außerhalb Deutschlands ist sie nur im Abonnement erhältlich.
Nach Angaben der Informationsgemeinschaft zur Feststellung der Verbreitung von Werbeträgern hatte IDEA im 2. Quartal 2014 eine verkaufte Auflage von 27.331 Exemplaren.
2008 wurde das Online-Magazin idealisten.net gestartet. Das gleichnamige Print-Magazin für junge Christen erscheint seit 2010 halbjährlich als Beilage zu IDEA – Das christliche Spektrum (bis 2020 ideaSpektrum).

### Regionalausgaben
Seit 2006 bietet IDEA als Ergänzung zum Magazin IDEA eigene Regionalseiten. Neben einer Meldungsstrecke, verschiedenen Berichten und Reportagen finden die Leser regionale Sonderseiten für die Bereiche West, Südwest, Hessen/Bayern, Nord und Ost.

### IDEA Fernsehen
Mit der Nachrichtensendung „IDEA TV“ (früher: „ideaHeute“) will IDEA über Themen und Ereignisse aus christlicher Perspektive informieren. Die Sendung wird seit April 2013 wochentags um 19:55 Uhr auf Bibel TV ausgestrahlt. Das neue Format ist eine Weiterentwicklung des bisherigen Wochenmagazins „ideaFernsehen“.

### Kongress christlicher Führungskräfte
IDEA ist in Zusammenarbeit mit der Firma tempus Zeit- und Lebensplanung (Giengen) Veranstalter des seit 1999 alle zwei Jahre stattfindenden „Kongresses christlicher Führungskräfte“.

## Finanzierung
IDEA finanziert sich „vor allem durch Abonnements und Anzeigen im Wochenmagazin IDEA sowie im Internet“. Der Verein vertreibt sein Anzeigengeschäft durch seine zeichen setzen Wetzlar GmbH. Des Weiteren wird IDEA „als die zentrale Stimme der Evangelikalen und der ihnen nahe stehenden Gruppen“ von der Evangelischen Kirche in Deutschland neben vielen anderen Medien inzwischen ausdrücklich als Bestandteil der evangelischen Publizistik betrachtet und erhält von ihr seit 1982 finanzielle Unterstützung. Diese betrug im Haushaltsjahr 2008 insgesamt 138.000 Euro; für das Haushaltsjahr 2010 waren 132.000 Euro angesetzt. Am 15. November 2017 entschied die Synode der EKD, den jährlichen Zuschuss von 132.000 Euro für 2018 auf 90.000 und 2019 auf 60.000 Euro zu kürzen und ab 2020 ganz zu streichen. Anders als kommerzielle Nachrichtenagenturen ist IDEA darüber hinaus auf Spenden angewiesen. So spendete Peter Hahne, der sich in Aufrufen aktiv gegen die Förderungsstreichung der EKD wandte, laut dem Arbeitskreis Christlicher Publizisten 40.000 Euro an IDEA.

## Kontroversen
Als Exponent einer „kirchlichen Alternativpublizistik“, die dem konservativen Spektrum im deutschen Protestantismus verpflichtet ist, hat IDEA zu kontroversen Beurteilungen Anlass gegeben.
Volker Dettmar (1994) kritisiert aus einer evangelikalismuskritischen Perspektive die Bindung an die Glaubensbasis der Evangelischen Allianz und insbesondere den Missionsgedanken als Maßstab der Berichterstattung. Dies trage ein mit Journalismus inkompatibles pädagogisches Element in die Berichterstattung hinein. Auswahl und Aufbereitung der Informationen seien des Weiteren erkennbar einem politischen Konservatismus verpflichtet, der sich am Spektrum von CDU/CSU orientiere und in einer „einseitige(n) Politisierung innerkirchlicher Themen“ resultiere. Anhand ausgewählter Beispiele moniert er ein „strukturiertes Nachrichtendefizit“ bei IDEA, besonders bei Konfliktthemen. So thematisiere man „oft nur Konfliktpunkte außerhalb des eigenen Bereiches wie die unterstellte Politisierung der Kirche und die Austrittszahlen, verdeckt Widersprüche und Falschmeldungen, läßt dem eigenen Standpunkt Widersprechendes weg, marginalisiert kritische Evangelikale, ignoriert Fehlentwicklungen im eigenen Lager, verschweigt Dementis angegriffener Personen, bevorzugt oder veröffentlicht allein Meinungen, die mit der eigenen identisch sind[,] und liefert oft nicht die Informationen, die zur Kritik der dargestellten Meinungen befähigen würden. Dies widerspricht nicht nur den Anforderungen an Agenturjournalismus, sondern lässt allgemein an der journalistischen Redlichkeit zweifeln“. Ähnlich kritisiert Erich Geldbach (2005) die „mit den Meldungen stets einhergehenden Abgrenzungen gegen vermeintliche oder wirkliche kirchenpolitische Gegner“, die bei der eigenen Klientel ein „starkes Zusammengehörigkeitsbewusstsein“ bewirke. Die Nachrichtenagentur wolle „angesichts des bekämpften kirchlich-theologischen ‚Pluralismus‘ Flagge zeigen und wirbt mit Eindeutigkeit und geistlichem Profil und meint, diese auch zu besitzen“.
Der Historiker Wilhelm Ernst Winterhager konstatierte dagegen 1993, dass der bei IDEA gepflegte Journalismus mit seinen klaren Akzentsetzungen „bei aller Bindung an den biblischen Standpunkt sich den aktuellen Lebensfragen der Zeit stellt“. Habe man früher die deutschen Pietisten wegen ihres mangelnden gesellschaftlichen Engagements kritisiert, so sei es nun „die Art und Zielrichtung des gesellschaftspolitischen Einsatzes, die das Mißfallen der Kritiker erregt und sie den Vorwurf konservativer Einseitigkeit erheben läßt“. Obwohl die Evangelikalen in ethischen Fragen wertkonservativen Positionen verpflichtet seien (ohne beides gleichzusetzen), hätten in der Berichterstattung auch die Vertreter des ‚linken‘, sozialreformerischen Flügels ihren Platz. Weiter würden mit dem Anprangern kirchlicher Fehlentwicklungen lediglich Spannungen zum Ausdruck gebracht, die im Protestantismus ohnehin bestünden. Durch die pointierte evangelikale Positionierung, mit der IDEA diesen Kreisen eine Stimme verleihe, sei deren Entfremdung von der Kirche aufgehalten und neue Bindungen an sie geschaffen worden – sie sei darum als loyaler Dienst an der Kirche im Ganzen zu betrachten.
Ulrich Kutschera ordnete 2007 IDEA zusammen mit der „Evangelischen Allianz“ als größte evangelikale Fraktion des Deutschen Kreationismus ein. Hansjörg Hemminger bemerkte, dass IDEA keine Gelegenheit auslasse, den Kreationismus nach US-Vorbild als seriöse Alternative zur Wissenschaft zu präsentieren. Robert Schmidt würdigte IDEA als eines der wenigen Medien, die der „kleine(n) Anzahl von Wissenschaftlern, die öffentlich Evolutionskritik betreiben“, „Zugangsmöglichkeiten für Stellungnahmen“ eröffneten unter den Bedingungen von einseitig dominierten und von Machtwirkungen geprägten Diskursen in den Massenmedien, die „nahezu gänzlich ohne wissenschaftliche Inhalte“ auskämen.
Regina Wamper, Mitarbeiterin am privaten Duisburger Institut für Sprach- und Sozialforschung, ordnet die Tendenz von IDEA im Umgang mit dem Judentum in eine vorherrschende Tendenz im Evangelikalismus ein, zwar Solidarität mit Israel, aber mit einem „sehr instrumentalisierenden Zug“ zu vertreten, da eine Judenmission befürwortet werde. Man berufe sich „positiv auf so genannte judenchristliche Gemeinden, die in Israel die christliche Mission unter Juden praktizieren“. Sie weist darauf hin, dass Autoren des Magazins IDEA auch in der der Neuen Rechten zugeordneten Wochenzeitung Junge Freiheit (JF) publizierten, dort jedoch auf die Behandlung des Themas „Israel“ verzichteten. „Der Konflikt, der sich aus den gegensätzlichen Positionen von JF und ‚IDEA‘ in dieser Frage zwangsläufig ergibt, wird ausgeblendet“; das für die evangelikale Bewegung bedeutsame „Themenfeld ‚christlicher Zionismus‘“ scheine in diesem Fall „nicht so relevant“ wie das ihrer Meinung nach bestehende „Bündnis mit der JF“. Der Politiker und Rechtsextremismusexperte der Mecklenburg-Vorpommerschen SPD, Mathias Brodkorb, kritisiert Wampers Aufsatz im SPD-nahen Magazin Berliner Republik jedoch als einzigen aus dem ansonsten empfohlenen Sammelband von Braun/Vogt auf Grund „obskur(er)“ Methodik: „Was nicht passt, wird (…) von Wamper passend gemacht. Mit seriöser Wissenschaft hat dies nichts mehr zu tun“. Der Hamburger Politikwissenschaftler Aram Ziai attestiert Wamper hingegen, dass sie „mit der Arbeit eindrucksvoll das Erklärungspotenzial einer methodisch präzise angewandten kritischen Diskursanalyse an einem wichtigen Gegenstandsbereich demonstriert – und so auf wissenschaftliche Art und Weise die sich seriös gebenden geistigen Brandstifter der Jungen Freiheit ins Rampenlicht gerückt“ habe – ähnlich wie der Theologe und Sozialwissenschaftler Norbert Copray.
Laut Helmut Matthies beziehen manche, darunter auch die Junge Freiheit, IDEA mit Abdruckerlaubnis und können dann drucken, was sie wollen; der Autor lande dann offenbar in der Autorenliste. IDEA-Redakteure schrieben aber keine Gastbeiträge für die Junge Freiheit.
Im Dezember 2009 erhielt Helmut Matthies, der bei Jahresfeiern der JF als Redner auftritt und sich z. B. 2006 gegen einen Ausschluss der JF von der Leipziger Buchmesse wandte, den von der JF mitvergebenen Gerhard-Löwenthal-Preis. In seiner Dankesrede nannte Matthies die JF „eine[s] der besten konservativen Blätter“. Die Preisannahme wurde u. a. vom Bildungsdezernenten der Evangelischen Kirche in Mitteldeutschland (EKM) kritisiert. Es bestehe die Gefahr, „dass die Tabugrenze im Graubereich zum Rechtsextremismus weiter nach unten verschoben wird“; Matthies lasse so „die gesamte IDEA-Redaktion auf dem Grat zum rechtsextremen Milieu balancieren“. Daraufhin kam es zu einem Gespräch zwischen Matthies, dem IDEA-Vorsitzenden Horst Marquardt und EKM-Bischöfin Ilse Junkermann. Als Ergebnis teilte die EKM mit, zwar bleibe eine „unterschiedliche Einschätzung“ bezüglich der Preisannahme bestehen. Es sei aber „darin Übereinstimmung erzielt“ worden, „dass christlicher Glaube unvereinbar mit Rechtsextremismus ist. Der Evangelischen Kirche in Mitteldeutschland liegt es fern, IDEA und Pfarrer Matthies mit Rechtsextremismus zu identifizieren.“
Stefan von Hoyningen-Huene kommt im Zuge einer Ermittlung religiöser Themenfelder mit inhärenten „strukturellen Affinitäten“ zum Rechtsextremismus auf das „Feindbild eines notwendig gewalttätigen‚ Islam‘“ zu sprechen, „das immer wieder in unterschiedlicher Form im Magazin IDEA kolportiert“ werde. Ebenso meint er in manchen IDEA-Berichten – er nennt diejenigen über die „Evangelische Sammlung Berlin“ – „nationale Töne“ erkennen zu können. Wilhelm Ernst Winterhager wiederum hebt das Eintreten von IDEA für die deutsche Wiedervereinigung in den Jahren vor der Wende hervor. Damals sei IDEA als „ewiggestrig“ und „politisch einseitig“ heftig gescholten worden. Im Nachhinein habe sich dies aber als richtig erwiesen. In der Aufarbeitung der Stasi-Problematik habe man von einer „‚denkwürdigen Koalition‘ zwischen Spiegel und IDEA“ sprechen können.